# Xenoma

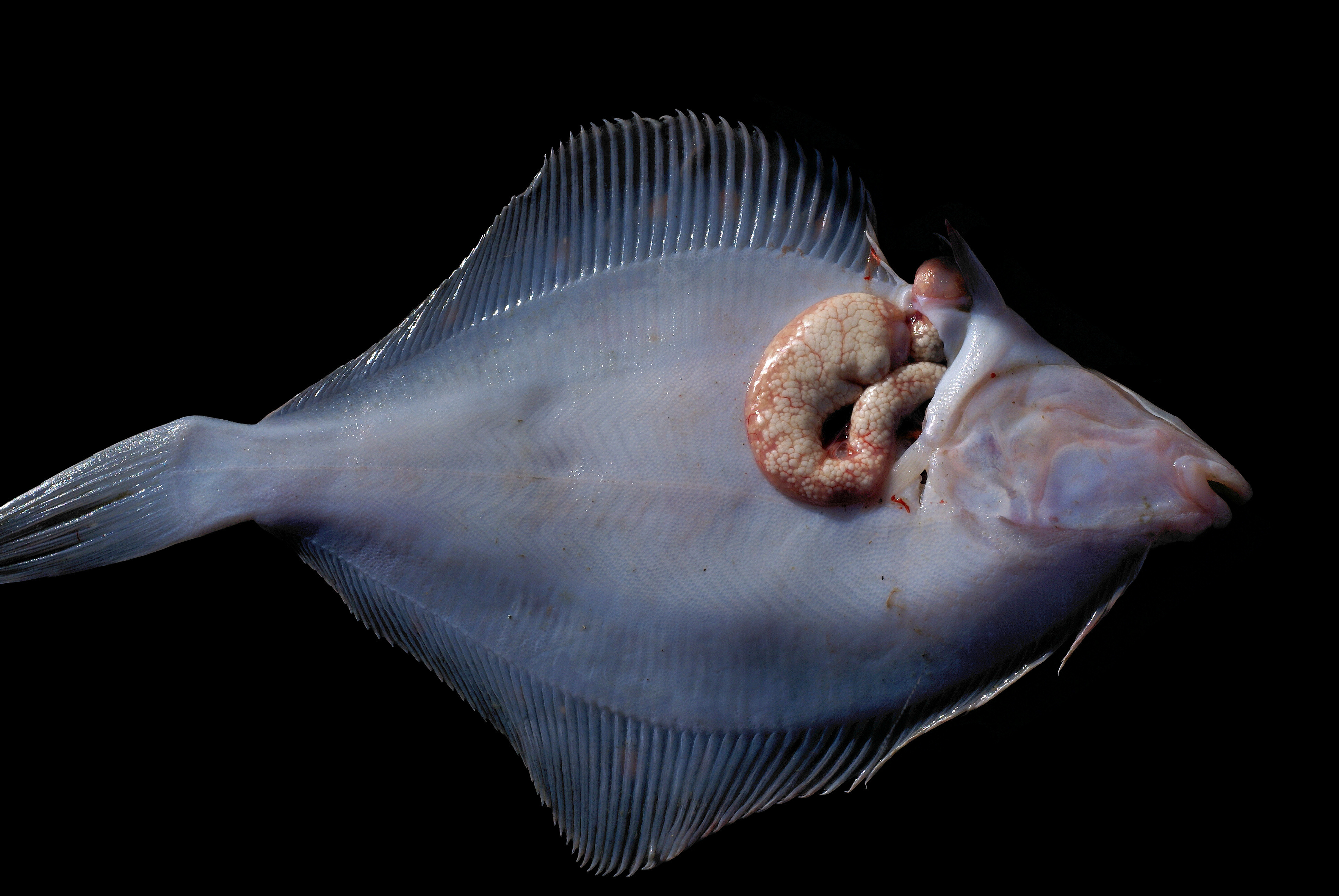
Xenoma en el pez Limanda limanda

Un xenoma (también llamado 'complejo xenoparásito') es un crecimiento causado por varios protistas y hongos, más notablemente microsporidios. Puede ocurrir en numerosos organismos; sin embargo, se encuentra predominantemente en peces.
En la mayoría de los casos, la célula huésped y el núcleo sufren de hipertrofia lo que resulta en un cambio en la organización de la célula y su estructura y puede resultar en núcleos poliploides. Esto se debe a la proliferación del parásito microsporidiano dentro de la célula huésped. Lo cual da como resultado una 'coexistencia simbiótica' entre el parásito y la célula huésped. Ello forma el complejo xenoparásito. Suelen contener numerosos componentes celulares, así como microsporidios en diferentes etapas de desarrollo y esporas.
No todas las infecciones de microsporidios dan como resultado la formación de xenomas; solo unos pocos microsporidios en realidad causan la formación de xenomas.

## Historia
Complejo xenoparásito fue el término inicialmente usado a principios del siglo XX para describir los "tumores" de tipo específico que se encuentran en varios organismos, ya que las infecciones son causadas por múltiples subclases de microsporidios. Un artículo publicado en 1922 por Weissenberg propuso el término 'xenon' para los complejos de xenoparásitos que observó en los espinos causados por  Glugea anomala , antes de cambiarlo finalmente a xenoma (xenón ya era el nombre de un elemento químico recién descubierto).
La hipertrofia de las células causada por protistas y hongos se ha observado desde finales del siglo XIX. Los científicos a<la observaron en varios organismos, en los cuales la infección había variado la especificidad de la célula huésped, lo que en última instancia condujo a diferentes consecuencias celulares. Por ejemplo, el protista dinoflagelado Sphaeripara catenata induce la formación de núcleos hipertrofia poliploide mientras se forma un hiposoma de pared gruesa donde los rizoides se extienden hacia el citoplasma en busca de absorber nutrientes en el appendiculario  Fritillaria pellucida . Ello contrasta con la infección causada por  Microsporidium cotti de los testículos de Taurulus bubalis donde hay una capa densa de microvellosidades para mejorar la absorción de nutrientes.

## Patogénesis
Los xenomas son provocados en varios tipos de organismos, según la especie del parásito. Se sabe que los microsporidios producen xenomas en oligoquetos, insectos, crustáceos y peces. Además de la especificidad del organismo, las diferentes especies de parásitos tienen una especificidad distinta según la célula huésped, incluso si se dirigen al mismo organismo. Por ejemplo, Microsporidium chaetogastris infecta únicamente las células del tejido conectivo y muscular del anélido Chaetogaster diaphanus, mientras que otras especies de microsporidios se dirigen a otros tipos de tejidos. Otro ejemplo es la enfermedad de las branquias microsporidiales en diferentes especies de peces causada por Loma salmonae. Se encontró que ciertas especies tenían una mayor prevalencia de formación de xenomas luego de la infección con el mismo parásito, es decir, los xenomas por filamento branquial en el salmón chinook eran de 8 a 33 veces mayores que en la trucha arco iris, mostrando diferencias en la susceptibilidad de las células hospedadoras.
Una vez que una célula huésped es infectada con el parásito microsporidiano (o protista), se produce una reestructuración completa de la célula huésped. Esto ocurre cuando el parásito busca tomar el control del metabolismo de la célula para sobrevivir y explotar los recursos y la reproducción de la célula huésped. Proporciona al parásito condiciones óptimas de crecimiento y protección frente a la respuesta inmunitaria del huésped. El parásito prolifera dentro de la célula huésped, donde su masa reemplaza la mayor parte del citoplasma de la célula huésped, y el resto es absorbido por estructuras de microvellosidades y rizoides. Pueden estar presentes otras estructuras dentro de la célula huésped infectada, incluidas vesículas, glóbulos de grasa y haces de fibrillas. El núcleo puede estar en diferentes ubicaciones, incluido el centro de la célula, y también puede variar en estructura, es decir, lobulado, ramificado o dividido en múltiples fragmentos, pero siempre será hipertrófico. El huésped también suele envolver al parásito en proliferación ya la propia célula huésped en capas de membranas y células.
En los xenomas microsporidianos, todo el ciclo de vida se limita al xenoma; esto sin embargo difiere entre diferentes protistas. El ciclo de vida sigue predominantemente un ciclo de vida simple que consiste en merogonía seguida de esporogonía. Ocasionalmente, el retículo endoplásmico se asocia con merontes, que se forman durante la merogonía y se pierde una vez que se produce la esporogonía. El tiempo que tarda en desarrollarse un xenoma varía dependiendo del organismo y la célula huésped, así como en el parásito infectante. Puede variar, sin embargo, por lo general comienza a formarse unas semanas después de la infección, según el ciclo de vida del parásito. El tamaño de los xenomas también varía con el tipo de parásito y organismo huésped, y puede variar desde unos pocos micrómetros hasta varios milímetros.
Si bien se acepta generalmente que el xenoma evita la propagación del parásito por todo el organismo huésped, no es del todo exacto. Como las especies que causan xenomas forman esporas, es posible que sus esporas liberen sus esporoplasmas que penetran en la pared del xenoma, infiltrando e infectando las células circundantes. En los microsporidios, esto está mediado por una proteína única y altamente especializada: el tubo polar. Esta proteína especializada se encuentra dentro de la espora y está en contacto con el esporoplasma. La estimulación ambiental específica hace que la espora descargue el tubo polar que penetra en la membrana del xenoma y proporciona una ruta de salida para el esporoplasma. Se cree que esto es una forma de autoinfección. La rotura del xenoma también puede resultar en la dispersión de las esporas infecciosas. Esto puede conducir a la formación de otras formas de xenomas más persistentes.
La transmisión de tales patógenos ocurre predominantemente por vía oral cuando están en contacto o en la vecindad de organismos enfermos a través de la liberación de esporas infecciosas. Sin embargo, hay informes de infección en algunos organismos a través de la piel. La inducción experimental de infección y formación de xenoma se puede realizar por vía intramuscular, intravascular e intraperitoneal. Se cree que el primer sitio de entrada para muchos de estos parásitos es el tracto gastrointestinal, donde enzimas como la pepsina o incluso un cambio de pH alcalino (causado por la capa mucosa prominente en esta área) induce la descarga del tubo polar. Después de esto, su migración desde su liberación inicial hasta su destino final en la célula huésped varía, dependiendo del patógeno, el organismo huésped y la ubicación de la célula huésped. Se descubrió a través de la hibridación in situ que los microsporidios Loma salmonae ingresan al epitelio de la mucosa en el intestino y migran a la lámina propia antes de llegar a las branquias, donde finalmente residen, a través de células sanguíneas infectantes. Se cree que otros vehículos de transporte incluyen células T, linfocitos y otras células migratorias, incluidos los monocitos, donde sucumben a la infección por fagocitosis del parásito en la lámina propia o por infiltración por esporoplasmas utilizando su tubo polar. También es muy posible que estas células de transporte puedan convertirse en un xenoma.

## Xenomas en peces
Microsporidia es una causa común de enfermedad en los peces, por lo que los xenomas tienden a verse con más frecuencia en los peces que en otros organismos. Un artículo publicado en 2002 enumeró 15 géneros y 157 especies de microsporidios que causan enfermedades en los peces, sin embargo, sólo diez de estos géneros inducen la formación de xenomas. Los géneros de Microsporidia que causan xenomas pueden ser bastante diversos y por lo tanto se caracterizan de forma integral en varios grupos según su morfología:
- Xenomas sin pared gruesa y donde el volumen completo de la célula original no se convierte en xenoma[1]
- Xenomas sin pared gruesa y donde el volumen completo de la célula original se convierte en un xenoma[1]
- Xenomas con plasmalema rodeada por fibrillas del hospedador[1]
- Xenomas con pared gruesa[1]

Recientemente, los microsporidios que infectan a los peces se han agrupado en cinco clases dependiendo de sus características moleculares, un nivel más alto de clasificación usando análisis de ADN SSU (subunidad pequeña). Sin embargo, todavía faltan datos moleculares para varios géneros de microsporidios.

## Xenomas en otros organismos
Si bien los xenomas son más característicos de los peces, pueden ser bastante frecuentes en otros organismos, incluidos crustáceos, insectos, oligoquetos y otros vertebrados. Los xenomas microsporidianos que se desarrollan en los peces también pueden ocurrir en los crustáceos. Se ha descubierto que aproximadamente 43 géneros de microsporidios infectan a los crustáceos, y al menos 23 especies de microsporidios se encuentran en los camarones, la mayoría de las cuales infectan el tejido muscular. Otras especies también infectan el tracto digestivo, los órganos reproductores y el hepatopáncreas. También se han encontrado formaciones similares a xenomas en especies de musaraña causadas por Soricimyxum fegati, un tipo de myxosporea, lo que demuestra que también pueden ocurrir en mamíferos.

## Tratamiento
El anfitrión eventualmente puede destruir el xenoma. La inflamación proliferativa ocurre en los xenomas maduros y los transforma en granulomas. Luego se produce la involución del granuloma donde la fagocitosis mata las esporas.
Los estudios han demostrado que es posible vacunar contra los xenomas. Un estudio mostró que el desarrollo de una vacuna usando una dosis de 103 a 105 de esporas muertas de una cepa de baja virulencia de Loma salmonae resultó en que la trucha arco iris produjera un 85% menos de xenomas en sus branquias después de la infección experimental (en comparación con el control). En última instancia, esto ofrece una protección mucho mejor contra la enfermedad de las branquias microsporidiales, que es común entre las truchas arco iris. Los fármacos terapéuticos han demostrado ser ineficaces para tratar esta enfermedad y la recolección de esporas completas es una técnica relativamente fácil.